# 玖老勢駅

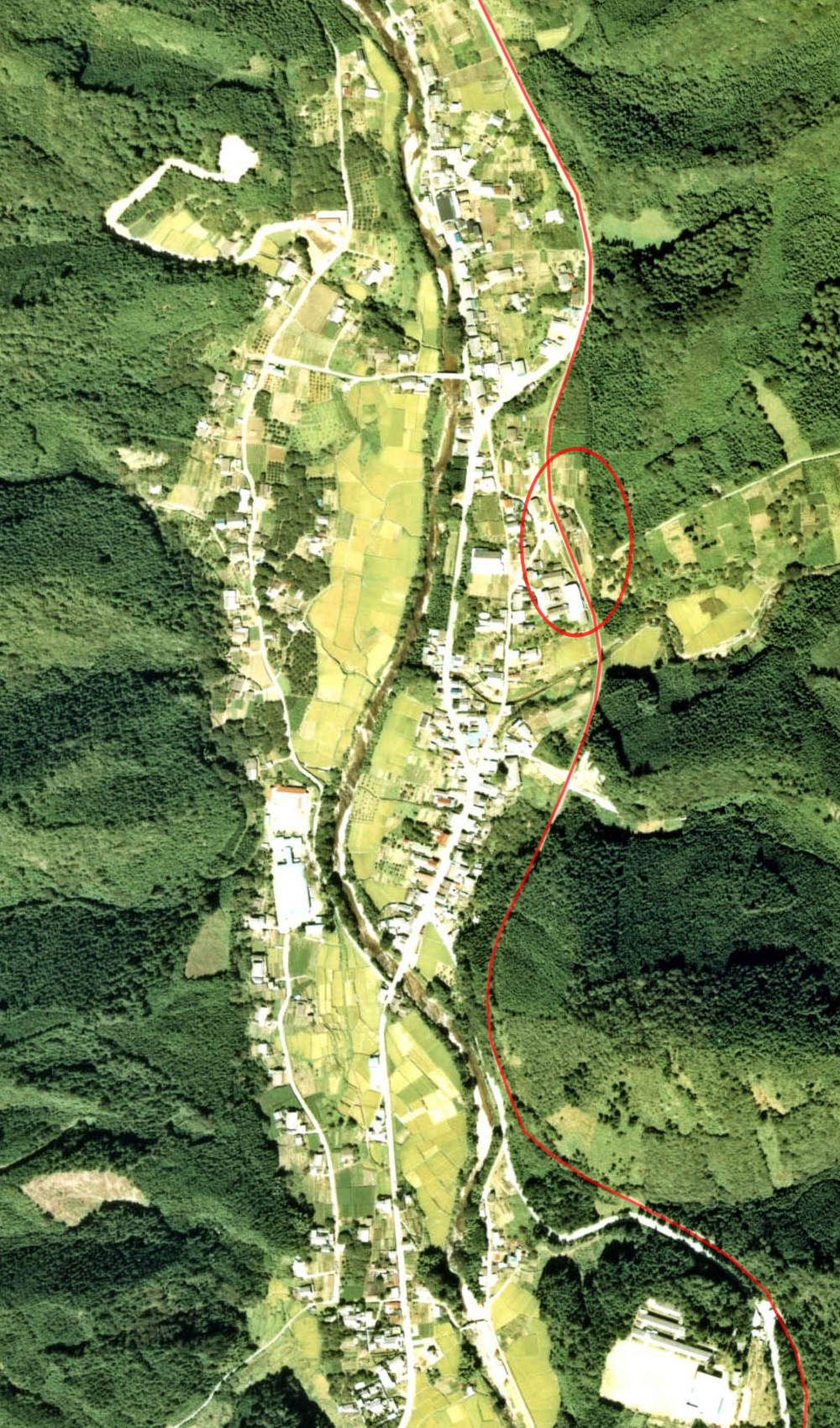
1977年の玖老勢駅跡とその周囲。赤で囲った場所に駅があった。赤い線は田口線の廃線跡。

玖老勢駅（くろぜえき）は、愛知県新城市玖老勢にかつて存在した豊橋鉄道田口線（旧・田口鉄道）の駅。南設楽郡鳳来寺村（1956年以降は鳳来町、現・新城市）にあった駅の一つである。

## 歴史
玖老勢駅は1929年（昭和4年）5月22日、田口鉄道により開設された。
田口鉄道は、現在のJR飯田線本長篠駅と北設楽郡設楽町を結んだ鉄道である。玖老勢駅は、同鉄道の第一期線として本長篠駅から三河海老駅までの区間が開通した際の、途中の駅の一つであった。駅が置かれた玖老勢は、豊橋と長野県の飯田を結んだ伊那街道沿いの農山村で、鳳来寺村役場の所在地でもあった。駅前は小さいながらも広場があり、駅正面には劇場付きの公民館が建てられていた。現在は玖老勢交差点に移転してしまったが、駅近所には郵便局もあった。
1956年（昭和31年）10月1日、田口鉄道が豊橋鉄道に合併されたため豊橋鉄道田口線の駅となった。1958年（昭和33年）駅舎屋根をトタン葺きから瓦屋根に葺き替え。その後田口線の廃線に伴って1968年（昭和43年）9月1日、駅も廃止された。
廃線となった田口線はバスに転換された。2012年現在、田口線があったルートに沿って走るバスは豊鉄バス田口新城線である。愛知県道32号長篠東栄線を走行しており、駅があった玖老勢地区には、駅名と同じ「玖老勢」などのバス停があるが駅の所在地は隣の「郷中橋」に近い。一方、駅の跡地には消防団の詰め所が建設されていたが、平成末期頃解体され、現在は更地になっている。駅付近の線路跡はサイクリングロードとして整備されている。

## 構造
島式1面2線ホームを持つ有人駅で、1956年（昭和31年）の時点で駅長を含めて4人配置されていた。

## 利用状況
1957年度の乗車人員は9万6千人（1日平均262人）で、そのうち6割にあたる5万8千人が定期乗車券での利用客であった。この乗車人員は田口線全11駅において、本長篠駅・鳳来寺駅・三河田口駅・三河海老駅に次いで5番目に多い。
同年度における貨物取扱量は、発送が16,235トン、到着が227トンであった。田口線の貨物取扱駅7駅の中で、取扱量は本長篠駅に次いで2番目に多い。駅で扱っていた貨物の中には、鳳来寺村の西隣にあたる作手村の岩波（現・新城市作手岩波）で産出された珪石もあった。

## 隣の駅
豊橋鉄道
田口線
鳳来寺駅 - 玖老勢駅 - 三河大石駅